# Солі Туттона
Солі Туттона (шеніту) — подвійні комплексні солі загальної формули M2I MII (SO4) 2·6H2O.
Як метал MI можуть виступати Cs, K, NH4, Rb, Tl, як метал MII — Cd, Co, Cr, Cu, Fe, Mg, Mn, Ni, V, Zn.
Назва «шеніту» відбулося від мінералу шеніту.

## Історія
Найвідомішим представником є сіль Мора.
В 1949 з'явилося кілька робіт, присвячених вивченню магнітних властивостей квасців та солей Туттона при температурах нижче 0,1 К. Особливий інтерес викликав ефект Яна-Теллера в таких комплексах.

## Застосування
Застосовуються як прекурсор для твердофазного синтезу змішаних оксидів, наприклад, феритів.